# Турецьке державне кладовище
Турецьке державне кладовище (тур. Devlet Mezarlığı) — національне та військове кладовище в Анкарі, Туреччина, на якому знаходяться могили президентів Туреччини та високопоставлених соратників  Мустафи Кемаля Ататюрка, засновника Республіки Туреччина.

## Історія
Кладовище засновано актом від 10 листопада 1981.
Відкрито 30 серпня 1988 державними похоронами тіл двох президентів, Джемаля Гюрселя та Суная Джевдета і 61 командира Визвольної війни. На церемонії відкриття були присутні президент Кенан Еврен, прем'єр-міністр Тургут Озал, лідери політичних партій, представлених у парламенті, Ердал Іненю і Сулейман Демірель.
Кладовище знаходиться у веденні Міністерства оборони країни.